# كوينسي أكي
كوينسي أكي (بالإنجليزية: Quincy Acy)‏ مواليد 6 أكتوبر 1990، هو لاعب كرة سلة أمريكي يلعب مع فريق نيويورك نيكس في الرابطة الوطنية لكرة السلة ويحمل الرقم 4. يبلغ طوله 6 قدم 8 بوصة (2.0 م).

## فرق لعب لها
- تورونتو رابتورز
- سكرامنتو كينغز
- نيويورك نيكس

## روابط خارجية
- كوينسي أكي على موقع إن بي أي (الإنجليزية)
- كوينسي أكي على موقع سبورتس رفرنس (الإنجليزية)
- كوينسي أكي على موقع كرة السلة الأوروبية.كوم (الإنجليزية)
- كوينسي أكي على موقع إي إس بي إن.كوم (الإنجليزية)
- كوينسي أكي على موقع كلية كرة السلة في سبورتس رفرنس.كوم (الإنجليزية)
- كوينسي أكي على موقع ريلجم (الإنجليزية)
- كوينسي أكي على موقع بروبوليرز (الإنجليزية)
- كوينسي أكي على موقع سبورتس رفرنس (الإنجليزية)
- كوينسي أكي على موقع سبورتس رفرنس (الإنجليزية)